# Fidena adnaticornis
Fidena adnaticornis är en tvåvingeart som beskrevs av Castro 1945. Fidena adnaticornis ingår i släktet Fidena och familjen bromsar. Inga underarter finns listade i Catalogue of Life.